# Lativalva
Lativalva är ett släkte av fjärilar. Lativalva ingår i familjen Crambidae.
Kladogram enligt Catalogue of Life:
| Lativalva | \| \| Lativalva monotona \| \| \| \| \| \| Lativalva pseudosmithii \| \| \| \| |
|           | \| \| Lativalva monotona \| \| \| \| \| \| Lativalva pseudosmithii \| \| \| \| |
|           | Lativalva monotona                                                             |
|           |                                                                                |
|           | Lativalva pseudosmithii                                                        |
|           |                                                                                |